# USS Heermann (DD-532)
ARA Almirante Brown (D-20)
Pour les articles homonymes, voir Heermann et Almirante Brown.
Pour les autres navires du même nom, voir ARA Almirante Brown.
L'USS Heermann (DD-532) est un destroyer de classe Fletcher ayant servi dans la marine américaine. Il a été nommé d'après le chirurgien Lewis Heermann (1779-1833) qui, en grande partie grâce à ses plaidoyers, le Congrès a adopté un projet de loi autorisant la construction d'hôpitaux dans plusieurs stations navales.
Le navire est entré en service en 1943 et a pris part à plusieurs batailles pendant la Seconde Guerre mondiale sur le théâtre d'opérations du Pacifique, notamment la campagne des Philippines, la bataille de Samar et la bataille d'Iwo Jima. Le Heermann s'est fait connaître lors du "dernier combat des marins de Tin Can", au cours duquel, avec plusieurs autres destroyers de la Task Unit 77.4.3 ("Taffy 3"), il a affronté une force japonaise bien supérieure lors de la bataille au large de Samar, en octobre 1944. Le Heermann est le seul destroyer américain de la "Taffy 3" à avoir survécu à l'engagement. Après la fin de la guerre en 1945, le navire a été placé en réserve de 1946 à 1951, date à laquelle le destroyer a été réactivé. Le Heermann est resté en service actif jusqu'en 1957, date à laquelle le navire a été remis en réserve. En 1961, le Heermann a été prêté à l'Argentine et a été rebaptisé ARA Almirante Brown (D-20) alors qu'il était en service dans la marine argentine. Le Almirante Brown est resté au service de l'Argentine jusqu'en 1982, date à laquelle le navire a été désarmé.

## Construction
Sa quille est posée le 8 mai 1942 au chantier naval Union Iron Works (Bethlehem Shipbuilding Corporation) de San Francisco, dans l'état du état de Californie. Il est lancé le 5 décembre 1942; parrainé par Mme Edward B. Briggs, épouse du Lieutenant de vaisseau E. B. Briggs, USCGR, arrière-petit-fils; et mis en service le 6 juillet 1943[réf. incomplète].

## Historique

### Seconde Guerre mondiale
Après un entraînement à San Diego, en Californie, le Heermann rejoint la 5e Flotte (5th Fleet) le 21 octobre 1943 pour l'opération Galvanic, l'assaut des îles Gilbert. Il arrive au large de Tarawa au sein de la Southern Attack Force du contre-amiral (Rear Admiral) Harry W. Hill le 20 novembre. Ses canons coulent une petite embarcation ennemie à l'intérieur du lagon et les deux jours suivants, il aide les troupes à terre en leur fournissant un appui-feu rapproché. Une fois l'île sécurisée, il retourne à Pearl Harbor pour des réparations et un entraînement qui s'achève le 23 janvier lorsqu'il navigue dans l'écran de protection d'une force de réserve de transport d'attaque. Après l'assaut américain sur Kwajalein le 31 janvier, le Heermann passa deux semaines à patrouiller au large de l'île et à opérer dans l'écran de protection des porte-avions d'escorte qui lançaient des frappes pour soutenir les troupes à terre, suivi d'une visite à l'atoll d'Eniwetok et de missions de bombardement du Japon et de l'île Parry. Après l'invasion, le destroyer a effectué des opérations d'appui-feu et de patrouille au large de l'atoll pendant les opérations de nettoyage.
Le Heermann est ensuite affecté à la 3e Flotte (3rd Fleet) et à la Task Force 39 le 18 mars 1944, après avoir fait escale à Majuro Lagoon puis à Port Purvis dans les îles Florida, dans les Salomon. Pendant le mois suivant, le destroyer escorte des convois qui occupent l'île d'Emirau et recherchent des barges de ravitaillement ennemies le long de la côte de Nouvelle-Hanovre. Après une escale à Purvis le 3 juin, le Heermann participe au bombardement d'un parc de chars dans la baie de Fangelawa, en Nouvelle-Irlande, le 11 juin, puis effectue des patrouilles anti-sous-marines depuis les Salomon vers les îles de l'Amirauté, Carolines et Marshall jusqu'au 26 juin. Au milieu de l'année 1944, le Heermann escorte des navires marchands entre Espiritu Santo (Nouvelles-Hébrides) et Nouméa (Nouvelle-Calédonie). Le destroyer retourna à Port Purvis et partit le 6 septembre 1944 avec la force d'escorte de porte-avions du contre-amiral William Sample, fournissant une escorte lors de l'invasion des îles Palaos. Le destroyer est ensuite détaché pour des opérations dans les îles Philippines.

#### Bataille au large de Samar: octobre 1944
Le Heermann filtra les transports et les navires de débarquement vers les plages de Leyte dans l'archipel des Philippines sous le commandement du commandant Amos T. Hathaway, récemment promu, puis rejoignit le groupe de porte-avions d'escorte du contre-amiral Thomas L. Sprague (Task Group 77.4) qui était composé de trois unités spéciales de porte-avions d'escorte, connues sous le nom de "Three Taffies" en raison de leurs appels vocaux : "Taffy 1", "Taffy 2" et "Taffy 3". Les destroyers USS Hoel (DD-533) et USS Johnston (DD-557) se joignirent à lui pour filtrer l'unité du contre-amiral Clifton Sprague, " Taffy 3 ", qui comprenait également son navire amiral, le porte-avions USS Fanshaw Bay (CVE-70), et cinq autres porte-avions d'escorte.
Le 25 octobre 1944, le groupe opérationnel à l'est de Samar se dirige vers le nord en tant que groupe de soutien aérien du nord. À 6h45, les guetteurs observent des tirs antiaériens au nord et, trois minutes plus tard, ils sont sous le feu nourri de la force centrale de l'amiral japonais Takeo Kurita, composée de quatre cuirassés, de six croiseurs lourds, de deux croiseurs légers et de 11 destroyers. Dans le but de se retirer au sud de la force de Kurita, les escortes commencent à créer des écrans de fumée pour masquer le mouvement des plus gros navires. Le Heermann, qui se trouvait du côté opposé des porte-avions à la force japonaise au début de la bataille, entra dans l'action à une vitesse de flanc à travers les porte-avions d'escorte qui, après avoir lancé leurs avions, formèrent un cercle approximatif en se dirigeant vers le golfe de Leyte. La fumée et les grains de pluie intermittents réduisent la visibilité à moins de 100 m, ce qui conduit à des collisions évitées de justesse, le Heermann étant contraint d'éviter le destroyer d'escorte USS Samuel B. Roberts (DE-413) et le destroyer Hoel.
Alors que les escortes lancent des torpilles sur les forces japonaises, le Heermann commence à tirer avec ses canons de 5 pouces sur un croiseur lourd, le Chikuma, tout en dirigeant des torpilles sur le Haguro. Le Heermann change alors de cap pour s'engager dans une colonne de quatre cuirassés dont les obus commencent à tomber autour du destroyer. Le Heermann prend pour cible le Kongō, le leader de la colonne, sur lequel le destroyer lance trois torpilles. Puis le  Heermann change de cible et vise le Haruna, sur lequel il lance trois torpilles, qui ne sont lancées qu'à 4 000 m. Le destroyer bat en retraite après avoir cru qu'une des torpilles avait touché une cible. Les archives japonaises affirment que le cuirassé a réussi à éviter toutes les torpilles du Heermann, mais qu'il a été ralenti dans sa poursuite des porte-avions américains. Le cuirassé Yamato est contraint de se retirer de l'action après avoir fait demi-tour alors qu'il était coincé entre deux tirs.
Le Heermann pose un autre écran de fumée le long du quart tribord de la formation de porte-avions, puis retourne engager la force japonaise composée de quatre croiseurs lourds. Le destroyer se bat alors contre le Chikuma. Une série de tirs de 8 pouces (203 mm) frappa la section avant du destroyer, l'inondant et abaissant la proue à tel point que les ancres traînaient dans l'eau. L'un des canons de 5 pouces est mis hors d'état de nuire, mais les frappes des porte-avions obligent le Chikuma à se replier, et le croiseur japonais coule pendant sa retraite. Le croiseur lourd Tone reprend le combat du Chikuma et engage le Heermann jusqu'à ce que le destroyer se retire pour jeter plus de fumée. À ce moment-là, le soutien du "Taffy 2" arrive pour aider les escortes et les avions attaquent le Tone, forçant le croiseur à se retirer. Les Japonais se retirèrent à mesure que le soutien arrivait. Le commandant du Heermann, le capitaine de frégate Amos Hathaway, reçut la Navy Cross pour ses manœuvres habiles et son leadership,[réf. incomplète].

#### Réparations et remise en service
Le Heermann se rendit au passage de Kossol (Kossol Roads) pour des réparations temporaires avant de se rendre à Mare Island pour une révision, qui fut achevée le 15 janvier 1945. Le destroyer est alors affecté aux forces d'intervention rapides des porte-avions dans le Pacifique occidental. Pendant la bataille d'Iwo Jima, le Heermann a effectué des missions de radar et de piquet anti-sous-marin. Le 20 mars 1945, le destroyer a coulé un petit navire de surface et a sauvé sept membres d'équipage japonais. Sept jours plus tard, il participe au bombardement nocturne de Minami Daito Jima. Pendant la campagne d'Okinawa, il a pris plusieurs avions ennemis sous son feu alors qu'il gardait les porte-avions. Le 18 avril, en collaboration avec les destroyers USS Mertz (DD-691), USS McCord (DD-534), USS Collett (DD-730), et USS Uhlmann (DD-687) et les avions du porte-avions USS Bataan (CVL-29), le Heermann a coulé le sous-marin I-56, un transporteur de torpilles à guidage humain kaitens. Il continue à soutenir les opérations des porte-avions au large d'Okinawa jusqu'à ce qu'il se rende au golfe de Leyte pour se réapprovisionner et effectuer des réparations à la fin du mois de juin. Le 1er juillet, il aida à protéger la force de porte-avions rapides qui consacra les cinq semaines suivantes à des frappes aériennes et à des bombardements presque continus.
Le 15 août 1945, le Heermann était en poste de piquet radar à quelque 320 km au sud-est de Tokyo lorsque, plusieurs heures après l'annonce de la fin des hostilités, un kamikaze émergea d'un banc de nuages et commença à plonger dans la direction du Heermann, avant d'être abattu par les artilleurs du destroyer lors de l'une des dernières actions navales de la Seconde Guerre mondiale. Au cours des semaines suivantes, le Heermann a opéré dans l'écran de protection de la force opérationnelle des porte-avions rapides, fournissant une couverture aérienne et un service de sauvetage en mer. Le destroyer est entré dans la baie de Tokyo le 16 septembre 1945 et est resté dans la région pour soutenir les forces d'occupation jusqu'au 7 octobre, date à laquelle il s'est embarqué pour les États-Unis. Le Heermann est désarmé à San Diego le 12 juin 1946.

### 1951-1957
Le Heermann reste en réserve à San Diego jusqu'à sa remise en service le 12 septembre 1951. Après un entraînement dans les eaux locales au large de la Californie, il quitte San Diego le 4 janvier 1952 pour sa nouvelle base, NS Newport, dans Rhode Island, où il arrive le 23 janvier. Il a passé l'année 1952 à s'entraîner le long de la côte est, de la Nouvelle-Angleterre aux caps de Virginie, puis à s'occuper de la lutte anti-sous-marine et des problèmes de la flotte pendant les mois d'hiver dans les Caraïbes. Le destroyer retourne à Newport pour des opérations le long de la côte nord-est. Après un voyage à Plymouth, en Angleterre, en juin et juillet 1953, il a participé à des manœuvres anti-sous-marines entre Newport et les caps de Virginie. Le Heermann part en croisière mondiale le 3 décembre 1953. Il se rend d'abord à Yokosuka, au Japon, en passant par le canal de Panama, San Diego et les îles Hawaï. Après un ravitaillement de deux jours à Yokosuka, il a mis le cap sur Okinawa où il a fait partie de l'escorte des débarquements de la 3e division de marines pour la guerre amphibie et a effectué des patrouilles de protection en soutien à l'exercice. Après d'autres manœuvres qui l'ont conduit en Corée, à Iwo Jima et sur la côte sud du Japon, il est retourné à Yokosuka qu'il a quitté le 22 mai 1954 pour reprendre sa croisière mondiale, faisant escale à Hong Kong et à Singapour en route vers le canal de Suez. En Méditerranée, il visite Port Saïd, Naples, Villefranche et Barcelone avant de retourner à Newport le 17 juillet 1954.
Pendant un an et demi, le Heermann participe à des exercices d'entraînement le long de la côte atlantique. Le 1er février, il part rejoindre la 6e Flotte (6th Fleet) pour des exercices le long des côtes libanaises, israéliennes et égyptiennes. En avril, le Prince Rainier l'invite à se rendre au port pour son mariage avec Mlle Grace Kelly, qui a lieu du 19 au 24 avril 1956. Le Heermann fournit une garde d'honneur de 40 hommes pour l'occasion. De Monaco, il rejoint la 6e Flotte au large de la Grèce, puis part pour Fall River, dans le Massachusetts, où il arrive le 28 mai 1956. Le Heermann opère à partir de Newport jusqu'au 6 novembre, date à laquelle il appareille pour la Méditerranée où il se révèle être un navire anti-sous-marin de premier ordre lors d'exercices conjoints avec la marine italienne (Marina Militare).
Après avoir visité Monaco à l'invitation du Prince Rainier et de la Princesse Grace, il retourne à Fall River le 20 février 1957. Il sert comme navire-école de tir à Newport jusqu'au 30 juin, date à laquelle il rejoint le destroyer USS Charles J. Badger (DD-657) dans l'écran de protection du porte-avions de lutte anti-sous-marine USS Leyte (CV-32) pour deux semaines d'opérations aériennes destinées à l'entraînement des aspirants de l'Académie navale. Il est désarmé à Boston le 20 décembre 1957 et est affecté au groupe Boston de la Flotte américaine de réserve de l'Atlantique (Atlantic Reserve Fleet).

### Service en Argentine
Pour les autres navires du même nom, voir ARA Almirante Brown.
Le 10 août 1961, le navire a été mis en service dans la marine argentine[réf. incomplète]. Le 14 août 1961, il est officiellement transféré en Argentine dans le cadre du Programme d'assistance militaire à titre de prêt. Il a servi la marine argentine sous le nom d'ARA Almirante Brown (D-20) et a été affecté à la deuxième division de destroyers, ayant son poste d'amarrage à la base navale de Puerto Belgrano.
Le navire a participé activement aux différentes étapes maritimes (c'est-à-dire aux déploiements de moyens effectués par la marine argentine), il a également pris part, tout au long de sa carrière opérationnelle, à plusieurs exercices UNITAS avec d'autres marines de la région.
Sa dernière navigation a eu lieu le 18 novembre 1975, jour où il est entré dans la base navale de Puerto Belgrano. Le 15 mars 1976, il a été dissous de la deuxième division de destroyers et a été intégré à la Direction générale du matériel naval.
Il a été vendu à Establecimientos Metalúrgicos Santa Rosa pour être mis à la ferraille, ce pour quoi il a été livré le 18 décembre 1979.
Le navire a été désarmé en 1982.

## Décorations
Le Heermann a reçu, en plus de la United States Presidential Unit Citation, et la Philippine Presidential Unit Citation, 9 battle stars (étoiles de combat) pour son service pendant la Seconde Guerre mondiale.